# François Marie Louis Corbière
François Marie Louis Corbière ( 10 de mayo de 1850 Champsecret, Orne - 3 de enero de 1941 Cherbourg ) fue un botánico francés.

## Biografía
Nace cerca del bosque de Andaine, donde su padre fue guarda forestal, Louis Corbière entra a la Escuela Normal de Institutores de Alençon con 16 años. Al egreso, es nombrado profesor del Colegio de Sées, y luego rápidamente, en 1869, en el de Argentan. En paralelo a sus cursos, estudia latín, obteniendo una licencia en letras y luego de Ciencias naturales. Para esa época comienza investigaciones personales en botánica y en geología. Y así reedita la Flore de Normandie.
En octubre de 1882, es nombrado en el Colegio de Cherbourg. Para 1883, estudia la flora local, e introduce la elodea del Canadá (Elodea canadensis) en Cotentin, de material proveniente de América del Norte. Estudia igualmente la zona de Sottevast - Martinvast, donde, en granos colectados en vagones, ubica nuevas especies. Publica en 1889 una memoria sobre musgos de la Mancha, obteniendo el premio Thore de la Academia de las Ciencias.
En 1893, publica la Nouvelle flore de Normandie, sucesora de la obra de Morière.
Fue vicepresidente de la Asociación francesa de botánica desde su fundación en 1898, y entra a la Sociedad botánica de Francia en 1907, donde se forja una reputación de briología (con estudios de musgos). Miembro de la "Sociedad nacional de Ciencias naturales y Matemáticas de Cherbourg" desde Cotentin en diciembre de 1882, y secretario en 1895, y sería secretario perpetuo en 1903, y la dirige hasta la muerte de Auguste Le Jolis, en 1904. En 1920, será director perpetuo de la Sociedad.
Se retira antes de la Primera Guerra Mundial, mas permanece activo. Conservador del Museo de Historia natural de Cherbourg, director científico del Parc Liais, y también inspector de servicios fitopatológicos y presidente de la "Sociedad de Horticultura de Cherbourg". También estudia las algas, y los champiñones.
Es vicepresidente de la Sociedad micológica en 1923. Estudia otras ramas de la botánica, excepción hecha de los líquenes. Fue caballero de la Legión de Honor en 1923, y recibe el premio Noury de la Academia de Ciencias, en 1932.

## Algunas publicaciones

### Libros
- 1934.  La multiplication végétative et le bourgeonnement chez les plantes vasculaires. 48 pp.
- 1944.  La conservation familiale des fruits, des légumes et des autres denrées alimentaires. Maison rustique. 136 pp.
- 1954.  Dormances et inhibitions des graines et des bourgeons, pre paration au forc ʹage : thermoperiodisme. v + 157 pp.

## Honores

### Eponimia
- (Rosaceae) Rubus corbierei Boulay ex Corb.[1]
- (Scrophulariaceae) Verbascum × corbierei Touss. & Hoschedé[2]
- La abreviatura «Corb.» se emplea para indicar a François Marie Louis Corbière como autoridad en la descripción y clasificación científica de los vegetales.[3]